# Marina Ortiz de Gaete
Marina Ortiz de Gaete (Zalamea de la Serena, Badajoz, Extremadura, 1509-Santiago, h. 1592) fue la esposa legítima del conquistador y primer Gobernador de Chile, Pedro de Valdivia.

## Biografía
Hija del hidalgo de origen vizcaíno Francisco Ortiz y de Leonor González (o Gutiérrez) de Gaete, de familia noble de Córdoba, contrajo matrimonio con Valdivia en 1527. Luego de servir en los ejércitos de Carlos I en Flandes y en Italia, su marido se enroló en una expedición a las Indias, quedando ella en Extremadura.

### Valdivia envía por ella

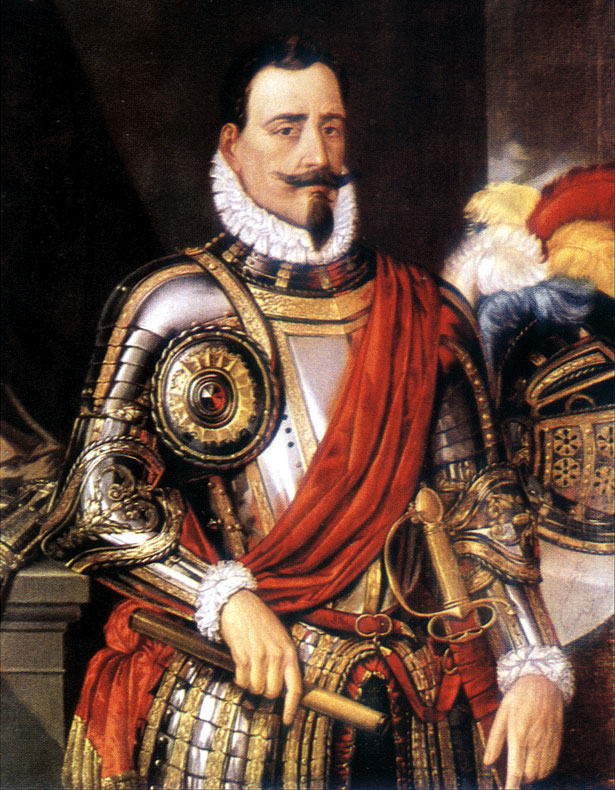
Pedro de Valdivia

Veinte años después, a fines de 1553, llegaron desde Chile enviados por Valdivia, su hermano Diego Nieto de Gaete junto con Jerónimo de Alderete, con el encargo de persuadirla de partir al lado de su marido. Llevaban la apreciable suma de siete mil pesos de oro para financiar el viaje de Marina y de los parientes que quisieran acompañarla.

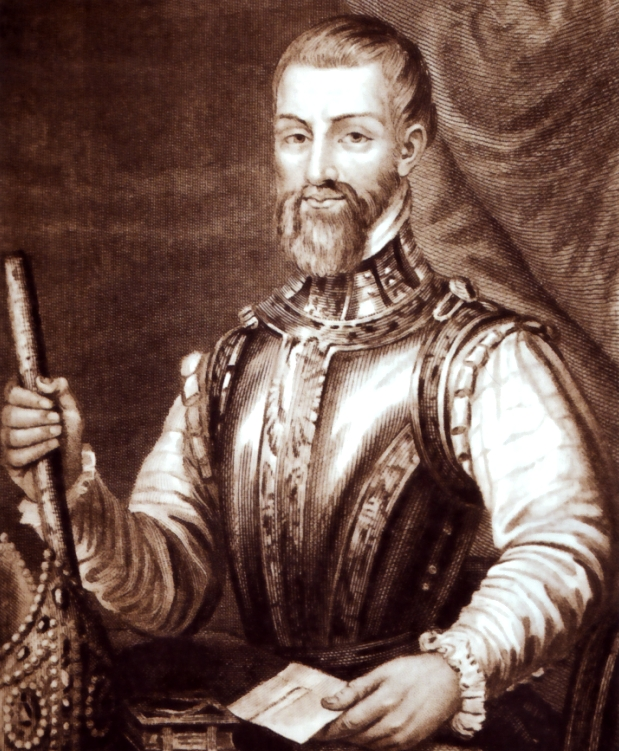
Pedro de la Gasca

Valdivia estimaba por entonces consolidada la conquista de Chile. Había sido confirmado como Gobernador por el Virrey del Perú y tenía fundadas siete ciudades. Alderete debía además concurrir a la corte, a solicitar para el gobernador el hábito y la cruz de caballero de la Orden de Santiago, el título de marqués o de conde, la extensión de los límites de su gobernación hasta el Estrecho de Magallanes, y el sueldo de por vida de diez mil pesos anuales pagados por cuenta del Rey. Para estimular a Su Majestad a conceder estos beneficios, Alderete le entregaría setenta y seis mil doscientos pesos del oro de Chile, que mostraban la riqueza de aquella tierra y el mérito del que se la había conquistado.
En el umbral de tan brillante futuro, Valdivia enviaba a España por su esposa para establecer el hogar y la descendencia que correspondían a la dignidad de un gobernante.
Sin embargo, motivos menos dignos le animaban también a unirse nuevamente a su legítima mujer: el licenciado Pedro de La Gasca, clérigo Virrey del Perú y representante de la Santa y General Inquisición, había procesado a Valdivia en Lima «porque está amancebado con esta mujer —Inés Suárez—, y duermen en una cama y comen en un plato», entre otros cargos relativos a su gestión de gobierno. La sentencia del juicio de noviembre de 1548, aunque absolvía a Valdivia de las demás acusaciones, le imponía respecto del adulterio la siguiente obligación:

Que no converse deshonestamente con Inés Suárez, ni viva con ella en una casa, ni entre ni esté con ella en lugar sospechoso, de forma que cese toda sospecha de que entre ellos hay carnal participación, e que dentro de seis meses la case o envíe a estas provincias del Perú para que en ellas viva o se vaya a España o a otras partes, donde ella más quisiere.

### A Chile
Con el dinero que envió Valdivia, Marina compró en una subasta de Sevilla, y ya en camino a Chile, variedad de artículos de lujo para el alhajamiento de su nuevo hogar: «un sillón de plata, una cama de terciopelo de damasco azul y madera dorada, seis sillas ricas de terciopelo azul y negro, plata labrada y una alfombra grande turquesca». El matrimonio regente de la Nueva Extremadura se establecería no en Santiago, sino en la ciudad de la Concepción donde Valdivia ya había dispuesto construir una opulenta residencia.
El 19 de enero de 1554 obtuvo del príncipe Felipe la licencia para pasar al Nuevo Mundo, «hasta con cantidad de tres mil pesos de oro en joyas de oro y plata labrada para servicio de vuestra persona y casa». Se embarcó en el puerto de Cádiz con destino a América acompañada de muchos parientes en la nave del maestre Juan de Mondragón.
Al desembarcar en las Indias en el puerto Nombre de Dios en Panamá para seguir al sur, la comitiva se encontró con el capitán Gaspar de Orense que venía apurado de Chile y esperaba embarcarse a España en la misma nave. Iba comisionado por el Cabildo de Santiago con información urgente: Pedro de Valdivia había muerto desastrosamente en la Guerra de Arauco, «los indios le tuvieron vivo tres días, comiéndole vivo a bocados», decía el documento que Orense llevaba a la Corte. El acta también solicitaba al Rey la confirmación de Francisco de Villagra como gobernador de Chile, y mencionaba que Valdivia dejaba una cuantiosa deuda.

### Viuda
Tras la muerte de Valdivia, sus bienes fueron embargados y vendidos para reintegrar al tesoro los capitales que él había tomado para adelantar la conquista. El Rey, a través de tres cédulas consecutivas, mandó que se asignase a Marina Ortiz un repartimiento que correspondiese a su rango y a los servicios de Valdivia. Aunque se satisfizo en parte esta obligación, doña Marina no recibió de los gobernantes de Chile las consideraciones a que era merecedora la viuda del conquistador.
En lo que respecta al cobro de lo adeudado a la Corona, a fines de 1564 los oficiales de la Caja Real de Santiago señalaban: «En lo que toca a los cien mil pesos que el gobernador Valdivia debía, se le tomaron todos los bienes que tenía, así esclavos como ganados, casas, heredades, y se vendieron; y el valor de ello, así escrituras como dinero se han metido en la real caja […] En los dos mil pesos de doña Marina, por haber estado los naturales tan de guerra, y estar pobre, no se ha podido cobrar nada porque no tiene de que poder pagar».
Esos «naturales tan de guerra» eran los mapuches del territorio de Arauco, que se habían rebelado nuevamente contra el invasor castellano, luego que el gobernador García Hurtado de Mendoza los sometiera brutalmente por un breve período. Allí, en Tucapel, estaba la encomienda de indios de Pedro de Valdivia, única herencia del conquistador que se le permitió recibir a doña Marina. Privada ahora de ella por la guerra, y sin otra forma de sostenerse, la viuda se dirigía al rey Felipe II, solicitándole una pensión, ese mismo año 1564:

El Gobernador mi señor conquistó este reino de Chile y pobló siete pueblos a su costa, y después de haberle sustentado quince años le mataron los indios; y por cédula y mandato de Su Majestad sucedí yo en sus repartimientos. Pero fue Nuestro Señor servido por nuestros pecados, y la provincia de Tucapel se reveló y alteró, en la conquista de la cual perdí cinco sobrinos que tenía por hijos. Y visto lo mucho que esta tierra me cuesta, y yo ser mujer y no tener sucesor, querría V.M. fuese servido de [reciba] cuatro o cinco mil indios los mejores de esta tierra [la encomienda de Valdivia], V.M. los tome en su cabeza y [a cambio] haga la merced de darme de vuestra hacienda real una congrua sustentación [una pensión o tal vez una merced de tierras] en esa tierra [España], provincia del Pirú o ésta, conforme a la calidad de mi persona, casa y lo que dejó [la encomienda], para que yo me sustente en estos pocos días que me quedan, pues que tan caro me han costado, y mis días [años] ser de cincuenta y cinco arriba, los [quisiera] acabar con menos zozobra y cuidado que sustentando indios.

Así respondía esta petición en 1573 el Consejo de Indias:

Que en España no hay disposición para darle la recompensa que pide, y que se le dé cédula para que el gobernador de Chile otorgue a doña Marina Ortiz de Gaete competente recompensa a contento de ella, en lo más pacífico de aquella tierra vaco o que vacare. Y dada, reparta los indios de Arauco [Tucapel] y los demás que tiene doña Marina que fueren de su marido entre las personas que más hubieren servido para que los tengan y mantengan, conforme a las ordenanzas.

En 1578 el gobernador Rodrigo de Quiroga explicaba al rey por qué no había cumplido la resolución de 1573.

Podría ser que ante el acatamiento de V.M. se querelle de mi doña Marina diciendo que no he cumplido la cédula que V.M. le mandó dar para que, dejando ella el repartimiento de Arauco, se le diese otra tanta renta como la que tiene, en otra parte. Y para que V.M. sepa la verdad, oso decir que doña Marina no tiene todo el repartimiento que dejó el gobernador Valdivia, su marido, porque ha hecho dejación de mucha parte de él, que se ha dado y encomendado a parientes suyos; y lo que al presente tiene está de guerra y no le da renta alguna; y sin embargo desto, le daba yo en términos de esta ciudad de Santiago ciertos indios que andan en la labor de las minas de oro, y no los quiso.

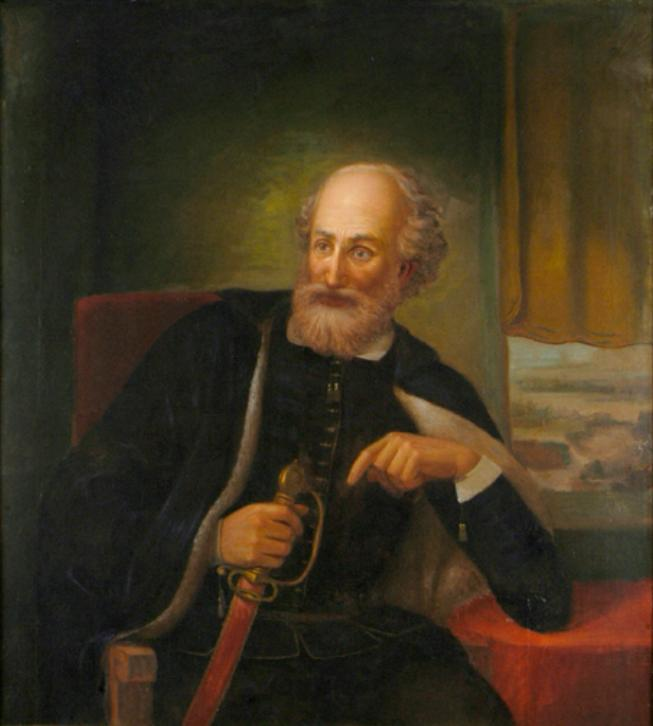
Rodrigo de Quiroga

Marina se acercaba por entonces a los setenta años, y seguramente juzgaba la tarea de sustentar una encomienda —que no era otra cosa sino explotar indios como esclavos— más apropiada para los rudos y crueles capitanes de la conquista que para una viuda anciana. Se creía en cambio merecedora a una pensión vitalicia del Rey porque su marido conquistó para este un país, y había muerto en combate, sirviéndole. Es posible en todo caso, que el rechazo a la encomienda ofrecida por el gobernador Quiroga se haya debido también a que éste estaba casado con Inés Suárez.
En Santiago, doña Marino vino «a encerrarse en la soledad del dolor, haciendo ofrenda a esa misma poética significación. La primera viuda ilustre de Santiago dejó establecido el culto de la Virgen de la Soledad, que todavía tiene un templo erigido en su nombre», probablemente una de las dos capillas laterales al altar mayor que poseía la Iglesia de San Francisco a fines del siglo XVI y principios del XVII, antes del terremoto de 1647. Al frente cruzando la actual Alameda, Marina Ortiz tenía su solar, entre las calles de San Antonio y de las Claras (hoy Mc Iver).
El lugar debe haber tenido especial significado para ella. Presidiendo el altar mayor de San Francisco se encontraba en aquel tiempo, al igual que hoy, la pequeña figura de la Virgen del Socorro, traída por Valdivia cuando vino a Chile en el arzón de su silla de montar. Probablemente se la haya entregado Marina al despedirlo, en Extremadura.

Por un triste contraste de la fortuna, ella, la mujer legítima del conquistador de Chile, relacionada con muchas personas que hicieron valer sus derechos en la corte, y que mereció más de una vez la recomendación del Rey, vivió sin poder conseguir la recompensa a que la hacían acreedora los servicios de su marido, mientras Inés Suárez, la mujer oscura y sin relaciones de familia, la amante ilegítima de Valdivia, ocupaba el más alto rango en la colonia, desposada como estaba con un caballero respetable —Rodrigo de Quiroga —, que murió desempeñando el cargo de gobernador de Chile.
Diego Barros Arana, Proceso de Pedro de Valdivia.

Marina Ortiz de Gaete testó en Santiago el 12 de abril de 1592. Sus restos yacen en el subsuelo de la Iglesia de San Francisco, probablemente bajo lo que fue la Capilla de la Soledad.

## Descendencia
Resulta curioso, sin embargo, que el devenir del país que marcó el destino triste de Marina esté estrechamente ligado a las circunstancias de su vida, en particular al viaje que se animó a hacer en el navío Mondragón. En efecto, aunque no tuvo hijos, un gran número de líderes de Chile descienden de sus hermanos y de la familia que le acompañó en ese viaje:
- Bernardo O’Higgins, Gabriela Mistral, Pablo Neruda, Augusto Pinochet, Ricardo Lagos y Joaquín Lavín descienden directamente de su hermano Cristóbal Ortiz de Gaete.
- Benjamín Vicuña Mackenna, Carlos Ibáñez del Campo, Alejandro Foxley, José Miguel Insulza, Sebastián Piñera y Marcelo Ríos descienden de su hermana Catalina Ortiz de Gaete.[9][10]
- Raúl Silva Henríquez, Patricio Aylwin, Eduardo Frei Ruiz-Tagle, Isabel Allende[n 2] y Jaime Guzmán descienden de su hermano Diego Nieto Ortiz de Gaete.